# Канонические координаты
Канонические координаты — независимые параметры в гамильтоновом формализме классической механики. Обозначают их обычно как {\displaystyle q_{i}} и {\displaystyle p_{i}}.
Канонические координаты удовлетворяют фундаментальным соотношениям, выраженным через скобки Пуассона:
{\displaystyle \{q_{i},q_{j}\}=0\qquad \{p_{i},p_{j}\}=0\qquad \{q_{i},p_{j}\}=\delta _{ij}}
Канонические координаты можно получить из обобщённых координат лагранжевой механики с помощью преобразований Лежандра или из другого множества канонических координат с помощью канонических преобразований. Если гамильтониан определён на кокасательном расслоении, то обобщённые координаты связаны с каноническими координатами с помощью уравнений Гамильтона — Якоби.
Хотя может существовать много вариантов выбора канонических координат физической системы, обычно выбираются параметры, которые удобны для описания конфигурации системы и которые упрощают решение уравнений Гамильтона.
Близкие понятия используются также в квантовой механике, см. теорема Стоуна — фон Неймана и канонические коммутационные соотношения.

## Обобщение
Поскольку гамильтонова механика по математической структуре представляет собой симплектическую геометрию, то канонические преобразования являются частным случаем контактных преобразований.
Канонические координаты определяются как специальное множество координат на кокасательном расслоении многообразия. Они обычно записываются как множество {\displaystyle (q^{i},p_{j})} или {\displaystyle (x^{i},p_{j})}, где буквой x или q обозначаются координаты на многообразии, а буквой p обозначается  сопряжённый момент, который является ковариантным вектором в точке q многообразия.
Обычное определение канонических координат — это система координат на кокасательном расслоении, в которых каноническая 1-форма записывается в виде
{\displaystyle \sum _{i}p_{i}\,\mathrm {d} q^{i}}
с точностью до прибавления полного дифференциала. Изменение координат, сохраняющее этот вид, является каноническим преобразованием. Это является специальным случаем симплектоморфизма, который, по существу, является изменением координат на симплектическом многообразии.

## Формальное исследование
Если задано действительное многообразие Q, то векторное поле X на Q (или, эквивалентно, сечение касательного расслоения TQ) можно рассматривать как функцию, действующую на кокасательное расслоение, ввиду двойственности касательного и кокасательного пространств. То есть функция
{\displaystyle P_{X}:T^{*}Q\to \mathbb {R} }
такая, что
{\displaystyle P_{X}(q,p)=p(X_{q})}
сохраняет все кокасательные вектора p в {\displaystyle T_{q}^{*}Q}. Здесь {\displaystyle X_{q}} является вектором в {\displaystyle T_{q}Q}, касательном пространстве многообразия Q в точке q. Функция {\displaystyle P_{X}} называется функцией момента, соответствующей X.
В локальных координатах векторное поле X в точке q может быть записано как
{\displaystyle X_{q}=\sum _{i}X^{i}(q){\frac {\partial }{\partial q^{i}}}},
где {\displaystyle \partial /\partial q^{i}} является системой координат в TQ. Сопряжённый момент тогда выражается как
{\displaystyle P_{X}(q,p)=\sum _{i}X^{i}(q)\;p_{i}},
где {\displaystyle p_{i}} определяются как функции момента, соответствующие векторам {\displaystyle \partial /\partial q^{i}}:
{\displaystyle p_{i}=P_{\partial /\partial q^{i}}}
{\displaystyle q^{i}} вместе с {\displaystyle p_{j}} образуют координатную систему на кокасательном расслоении {\displaystyle T^{*}Q}. Эти координаты называются каноническими координатами.